# سنتز خلاق
اصل سنتز خلاق اولین بار توسط ویلهلم وونت در سال ۱۸۶۲ ذکر شد. او می خواست عناصر مختلف آگاهی را شناسایی کند و ببیند چه قوانینی بر ارتباطات این عناصر مختلف حاکم است. با این واقعیت شروع شد که رنگ‌ها، لمس‌ها و گفتار به‌عنوان رمزگشایی از محرک‌ها یا دریافت و ذخیره چیزهایی که از دنیای بیرون به مغز دریافت می‌شوند، دیده نمی‌شوند. وونت معتقد بود که در عوض، این عوامل به عنوان واکنش های ذهنی مغز به محرک های خارجی که وارد سیستم های حسی ما می شوند، دیده می شوند. این مفهوم سنتز خلاق است. 
این تئوری به سمت تاکید بر اصول مربوط به احساسات، انگیزه و اراده در زمانی که به بلوغ رسیده بود تغییر کرد. این سه ایده با یکدیگر رقابت می کنند و ایده سنتز خلاق در مرکز قرار دارد. این به این واقعیت مربوط می شود که وونت ذهن را «فعال، خلاق، پویا و ارادی» می دانست. اعمال ارادی خلاق هستند اما رایگان نیستند. این دیدگاه را می توان با توجه به دیدگاه جبرگرایانه وونت فرض کرد. در پس هر عمل ارادی که رخ می دهد، قوانین ذهنی وجود دارد که بر روی محتویات آگاهی عمل می کند. تغییر در فعالیت هدفمند ممکن است رخ داده باشد، اما از قبل مشخص شده بود که از برنامه اولیه تغییر کند. اندام‌های حسی را می‌توان بی‌پایان در فیزیک و علوم دیگر توصیف کرد، اما این توصیف‌ها شامل توضیحاتی درباره ویژگی‌های روان‌شناختی که تجربه می‌شوند نمی‌شود. ویژگی هایی مانند "شیرین"، "سنگین"، "دردناک" یا "آبی تیره" مواردی هستند که فقط در مغزی قابل مطالعه هستند که هنوز قادر به واکنش به تجربیات پیرامون خود هستند.

There are no psychological qualities in physics. For example, there is no red, or green, or blue in that world. Redness, greenness, and blueness are phenomena that are created by the cortex of the experiencing individual. A musical quality, the flavor or the wine, or the familiarity of a face is a rapid creative synthesis that cannot, in principle, be explained as a mere sum of elemental physical features.

ویژگی کلیدی سنتز خلاق این است که ظرفیت های ذهنی بیش از مجموع اجزای آنهاست. در همه ترکیبات روانی، حاصل بیش از مجموع اجزای مختلف آنهاست که با هم ترکیب می شوند. آنچه رخ می دهد در کل یک آفرینش جدید است. منظور این است که آنها از هر جهت زاینده (خلاق) هستند. یک تازگی و خلاقیت واقعی در عملیات شناختی بالاتر وجود دارد.

## فرآیند دو مرحله ای برای آگاهی
یک فرآیند دو مرحله ای برای آگاهی وجود دارد.  اولی یک حافظه کوتاه مدت با ظرفیت زیاد است. دوم تمرکز با ظرفیت محدود توجه انتخاب یا ادراک، تحت کنترل داوطلبانه است. دومی از طریق اولی حرکت می کند. تفاوت اصلی وونت بین موضع خود و تجربه گرایان این بود که بر نقش توجه تأکید داشت. وقتی کسی به عناصر توجه می کند، می توان این عناصر را مطابق میل آن شخص مرتب و بازآرایی کرد. اینگونه است که چیزهایی که واقعاً تجربه نشده اند، می توانند به مغز منجر شوند که گویی تجربه کرده اند. وونت بر این باور بود که سنتز خلاق با تمام اعمال ادراک آمیخته شده است. وونت بر این باور بود که این فرآیند ادراکی برای عملکرد طبیعی شناختی مهم است.
اصل سنتز خلاق به طور مداوم در حال گسترش بود عوامل مربوط به این عبارتند از:
1. حالات ذهنی به زمینه ای که در آن رخ می دهد بستگی دارد
2. آنها معمولاً در اقدامات سازنده خود مسیر کمترین مقاومت را در پیش می گیرند
3. آنها از طریق فرآیندهای حریف در نوسان هستند - این اصل تضاد نامیده می شود

## اصل تضادها
اصل تضادها این ایده است که تجارب مخالف یکدیگر را تشدید می کنند. برای مثال، یک تجربه خوشایند همیشه خوشایندتر به نظر می رسد اگر به دنبال تجربه ای باشد که به عنوان دردناک تعبیر شود. نظریه ای که تا حدودی شبیه به این است، اصل توسعه اضداد است. این پدیده ای است که پس از یک تجربه طولانی از یک نوع رخ می دهد، تمایل فزاینده ای برای جستجوی تجربه مخالف ایجاد می شود.
یکی از مظاهر سنتز خلاق، مفهوم ناهمگونی غایات است. ناهمگونی غایات، ایجاد انگیزه های جدید در طول سلسله رویدادها است. در تجربه فوری ما مبادله ای از انگیزه ها وجود دارد و رفتارهای اجتماعی را که درگیر می شوند و همچنین واکنش شناختی به جهانی را که رخ می دهد، تعریف می کند. یک نمونه از این کار رفتن به فروشگاه به قصد خرید غذا و آمدن به خانه برای تهیه شام است. اما پس از رسیدن به فروشگاه، با دوستی روبرو می شوید که مدت زیادی است ندیده اید و دلتان برای او تنگ شده است. این امر مجموعه جدیدی از انگیزه ها را به انگیزه های قبلی یا اصلی اضافه می کند. تقریباً همیشه اتفاقی می افتد که کل الگوی انگیزشی فرد را تغییر می دهد.